# Torsten Lord
Torsten Hjalmar Lord (2 de março de 1904 - 4 de fevereiro de 1970) foi um velejador sueco que competiu nos Jogos Olímpicos de Verão de 1936, 1948 e 1952. Em 1936 ganhou a medalha de bronze como tripulante do barco sueco May Be na classe de 6 metros. Doze anos depois, ele ganhou a sua segunda medalha de bronze, desta vez como tripulante do barco sueco Ali Baba II na classe de 6 metros. Em 1952, ele terminou em quarto lugar como membro da tripulação do barco sueco May Be II na prova de 6 metros.